# Robert Griffin III
Robert Lee Griffin III (RG3) (* 12. Februar 1990 in der Präfektur Okinawa, Japan) ist ein ehemaliger US-amerikanischer American-Football-Spieler auf der Position des Quarterbacks. Er wurde von den Washington Redskins im NFL Draft 2012 in der ersten Runde an zweiter Stelle ausgewählt. 2012 gewann Griffin den NFL Rookie of the Year Award für den besten Offensivspieler. Verletzungsbedingt konnte er im weiteren Verlauf seiner Karriere nicht mehr an die Leistung an seiner Rookiesaison anknüpfen. Zuletzt stand Griffin bei den Baltimore Ravens unter Vertrag.

## Highschool-Karriere
In seiner Highschool-Zeit an der Copperas Cove High School spielte er Basketball, American Football und war vor allem ein Star als Leichtathlet, wo er einige Schulrekorde über 110, 300 und 400 Meter Hürden brach.
In seiner letzten Saison als Quarterback in der Highschool führte er sein Team zu 13 Siegen und nur zwei Niederlagen.

## College-Karriere
Robert Griffin III war von 2008 bis 2012 Quarterback der Baylor Bears, der Football-Mannschaft der Baylor University in Waco, Texas.

### Saison 2008
In der Saison 2008 spielte er in zwölf Spielen, in denen er 267 Pässe für 2.091 Yards warf und in 173 Versuchen für 843 Yards lief. In diesem Jahr wurde er außerdem zum „Big 12 Freshman of the Year“ gewählt.

### Saison 2009
Griffin musste den Rest der Saison 2009 nach einer schweren Knieverletzung im dritten Spiel des Jahres pausieren. In den zwei Spielen vor seiner Verletzung brachte er 65 % seiner Pässe an und warf vier Touchdowns ohne Interception.

### Saison 2010
Nach seiner Verletzung in der Vorsaison kam er in seiner „Comeback-Season“ 2010 stärker zurück als er davor war. Er warf in seinen 454 Versuchen, von denen er 67 % an den Mann brachte, über 3500 Yards und lief außerdem für 635 Yards und acht Touchdowns.

### Saison 2011
In der Saison 2011 waren die Baylor Bears nur als sechste in ihrer Conference eingestuft. Doch schon im ersten Spiel gegen die TCU (Texas Christian University) gewannen sie mit 50 zu 48. Die Saison schloss die Mannschaft der Baylor University mit zehn Siegen und nur drei Niederlagen ab. Dies war zugleich die erfolgreichste Saison in der College-Karriere von Robert Griffin III. Er passte in diesem Jahr für 4293 Yards und brachte 72,4 % seiner Pässe an bei einer TD-INT-Quote von 37 Touchdowns und sechs Interceptions. Zusätzlich lief er fast 700 Yards und zehn weitere Touchdowns.
Als Krönung dieser hervorragenden Saison gewann er als erster Spieler seiner Universität die Heisman Trophy, mit der alljährlich der beste College-Football-Spieler der USA ausgezeichnet wird. Am 11. Januar 2012 gab Robert Griffin III bekannt, dass er am NFL Draft 2012 teilnehmen werde.

## Profikarriere

### 2012 NFL Combine
Ergebnisse:
Größe: 6 ft 2⅜ in (1,90 m), Gewicht: 223 lb (101 kg), Armlänge: 32¼ in (81,9 cm), Hand size: 9½ in (24,1 cm), 40-Yard dash: 4,41 Sekunden, Hochsprung*: 39 in (99 cm), Weitsprung*: 10 ft 0 in (3,04 m)
Bis zu seinem Junior-Jahr am College wurde Griffin nicht als Erstrundenpick gehandelt. Erst gegen Mitte der Saison wurden die NFL-Scouts auf ihn aufmerksam und einige Fachleute änderten ihre Meinung. Am Ende der Saison galt er als zweitbester Quarterback seines Jahrgangs hinter Andrew Luck.
An den Quarterback-Workouts im Rahmen der Combine hat Griffin nicht teilgenommen. Dafür beeindruckte er an seinem Pro-Day-Workout mit starken Leistungen.

### Washington Redskins

#### 2012
Mit dem zweiten Pick im NFL Draft 2012 wählten die Washington Redskins, welche für ihn drei Erstrundenpicks und einen Zweitrundenpick an die St. Louis Rams abgaben, Robert Griffin III aus. Er spielte eine glänzende Rookie-Saison, in der er Pässe für 3.200 Yards warf und dabei 20 Touchdowns bei nur fünf Interceptions erzielte. Außerdem erlief er sieben Touchdowns und 815 Yards selbst, womit er einen neuen NFL-Rekord für Rookie-Quarterbacks aufstellte. Griffin wurde in den Pro Bowl gewählt und hatte maßgeblichen Anteil daran, dass die Redskins mit zehn Saisonsiegen zum ersten Mal seit 2007 die Play-offs erreichten und zum ersten Mal seit 1999 ihre Division gewannen.
Allerdings hatte er gegen Ende der Saison mit Verletzungsproblem zu kämpfen. Am 14. Spieltag gegen die Baltimore Ravens verdrehte er sich das Knie und setzte daraufhin einen Spieltag aus, bevor er die Redskins zum Sieg über die Philadelphia Eagles führte. Kurz vor dem Play-off-Spiel gegen die Seattle Seahawks am 6. Januar 2013 kam es zu öffentlichen Streitigkeiten, als USA Today vermeldete, dass Griffin nach seiner Verletzung vom Teamarzt keine Spielfreigabe erhalten habe, was den Aussagen des damaligen Redskins-Headcoach Mike Shanahan widersprach. Im Spiel gegen die Seahawks verletzte sich Griffin daraufhin erneut und unterzog sich einer Kreuzbandoperation.

#### 2013
In der Off-Season wurde lange darüber spekuliert, ob Griffin nach seiner Kreuzbandoperation bis zum Saisonstart fit werden würde. Schließlich startete er, ohne ein einziges Vorbereitungsspiel bestritten zu haben, am ersten Spieltag bei der Niederlage gegen die Philadelphia Eagles. Daraufhin verpasste er es, seine starken Vorjahresleistungen zu bestätigen. Am 7. Spieltag gelangen ihm beim 45:41-Sieg über die Chicago Bears zwei Touchdown-Pässe bei 298 Yards Raumgewinn. Bei der 27:6-Niederlage gegen die San Francisco 49ers am 12. Spieltag erzielte er zum ersten Mal in seiner College- und Profikarriere keinen Touchdown. Am 9. Dezember gab Cheftrainer Mike Shanahan bekannt, dass Ersatzquarterback Kirk Cousins in den restlichen drei Partien spielen würde, damit Griffin sich nicht erneut verletzen könne.

#### 2014
Unter dem neuen Head Coach Jay Gruden war Griffin wieder Stammspieler, bis er sich am zweiten Spieltag eine Knöchelverletzung zuzog. Nach seiner Rückkehr verloren die Redskins drei Spiele in Folge, und schließlich wurde er durch Colt McCoy ersetzt. Doch auch dieser verletzte sich schließlich, womit Griffin wieder zum Zug kam und die Saison mit besser werdenden Leistungen zu Ende spielte. Die Redskins beendeten die Saison dennoch mit vier Siegen bei zwölf Niederlagen auf dem letzten Platz ihrer Division.

#### 2015
In der Preseason zog sich Griffin zum wiederholten Male eine Gehirnerschütterung zu. Kurze Zeit später wurde Kirk Cousins zum Starting-Quarterback für die Regular Season ernannt. Nach aufkommenden Wechselgerüchten ließen die Redskins verlauten, dass sie mit Griffin und Colt McCoy als Reserve-Quarterbacks in die Saison gehen werden. Er kam in dieser Spielzeit nie zum Einsatz und wurde am 7. März 2016 von den Redskins entlassen.

### Cleveland Browns

#### 2016
Am 24. März 2016 unterschrieb Griffin einen Zweijahresvertrag bei den Cleveland Browns. Griffin wurde von den Browns zum Starting-Quarterback ernannt, zog sich aber bereits am ersten Spieltag gegen die Philadelphia Eagles eine Schulterverletzung zu, wodurch er von Josh McCown ersetzt werden musste. Am 14. Spieltag der Saison kehrte er auf das Spielfeld zurück und konnte am 16. Spieltag gegen die San Diego Chargers den ersten und einzigen Saisonsieg der Cleveland Browns in der Saison 2016 erzielen.
Nach der Saison 2016 wurde er bei den Browns wieder entlassen.

### Baltimore Ravens
Nachdem Griffin die gesamte Spielzeit 2017 ohne Team blieb, verpflichteten ihn im April 2018 die Baltimore Ravens als Backup für Joe Flacco. Am 28. März 2019 erhielt er einen neuen Zweijahresvertrag. Er war der Backup für Lamar Jackson und kam in zwei Spielen als Starter zum Einsatz. Am 18. Januar 2021 trennten die Ravens sich von Griffin.